# Ben Muthofer
Ben Muthofer (Oppeln, 8 juli 1937 - Ingolstadt, 11 januari 2020) was een Duitse beeldhouwer en graficus.

## Leven en werk
Muthofer werd in 1937 geboren in de stad Oppeln (het huidige Opole) in Opper-Silezië. Hij volgde van 1952 tot 1953 een ambachtelijke opleiding in Erfurt en bezocht tot 1958 de Werkkunstschule Bielefeld in Bielefeld. Aansluitend studeerde hij beeldhouwkunst aan de Akademie für Bildenden Künste in München en was van 1962 tot 1964 "Meisterschüler" bij Ernst Geitlinger. Na zijn vestiging als vrij kunstenaar werkte hij in 1968 in de Verenigde Staten onder andere in het ateliers van Alexander Calder en Ernest Trova in Hastings (St. Louis). Van 1968 tot 1975 was hij docent aan de Washington University in St.Louis van St. Louis (Missouri). In 1982 kreeg hij een stipendium van de Prinz-Luitpold-Stiftung en in 1985 werd hij benoemd tot hoogleraar aan de kunstacademie Myndlista van Reykjavik.
Muthofer keerde in 1993 terug naar Duitsland en woont en werkt sinds 1997 in München en Ingolstadt. In 2008 en 2009 schonk hij het Kulturforum Ostdeutsche Kunst in Regensburg 160 werken concrete kunst (zes sculpturen en reliëfs, vier schilderijen en 150 stuks grafiek) via de Ben Muthofer Stiftung.

## Enkele werken in de openbare ruimte
- Dreiecksvariation 5/1983 (1983), Edwin-Scharff-Haus in Neu-Ulm
- Dreiecksvariation 8/85 ("Krönchen")[2](1985), Olympiadorf, München
- 1986 Stele diagonal[3](1986), Staatsministerium für Arbeit und Sozialordnung, Familie und Frauen in München
- Faltung (1988), Museum für Konkrete Kunst in Ingolstadt
- Raumfaltung I en Raumfaltung II[4](1990), Luisenpark in Mannheim:
- Lichtstele[5](1995/97), Kunstforum Ostdeutsche Galerie in Regensburg
- Gestaltung des Kreisverkehrs[6][7](2009), Dr. Manfred-Henrich-Platz in Saarlouis

## Fotogalerij

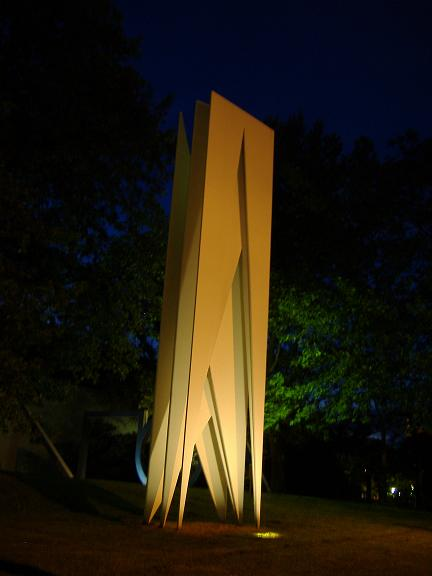
Museum voor Konkrete Kunst, Ingolstadt
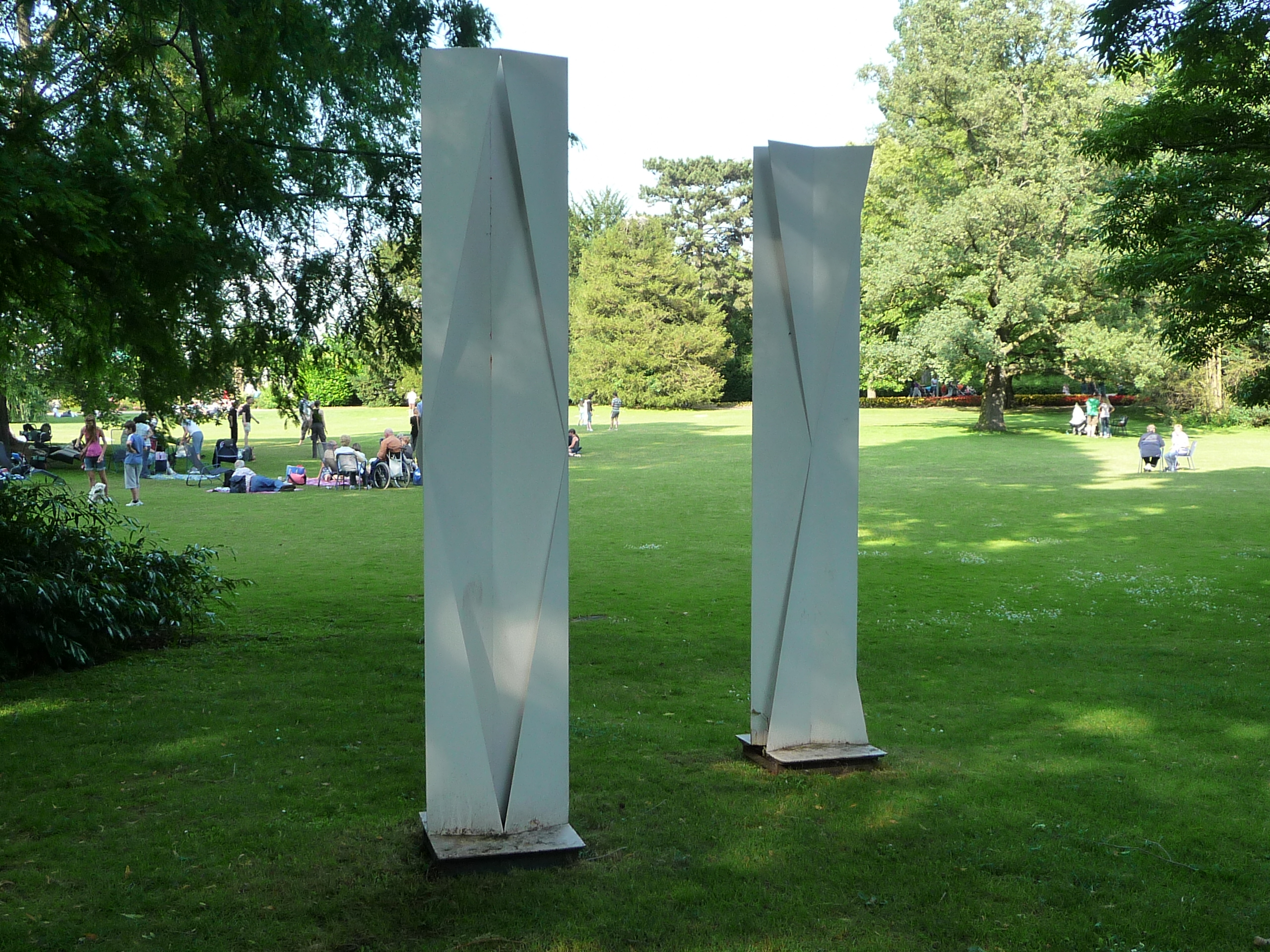
Zwei Raumentfaltungen, Mannheim